# Geranoaetus
Geranoaetus is een geslacht van vogels uit de familie van de havikachtigen (Accipitridae). De wetenschappelijke naam van het geslacht is voor het eerst geldig gepubliceerd in 1844 door Kaup.

## Soorten
De volgende soorten zijn bij het geslacht ingedeeld:
- Geranoaetus albicaudatus – Witstaartbuizerd
- Geranoaetus melanoleucus – Grijze arendbuizerd
- Geranoaetus polyosoma – Roodrugbuizerd